# Wilhelm Grimm
Wilhelm Carl Grimm (Hanau, 1786. február 24. – Berlin, 1859. december 16.) német író, irodalom- és nyelvtudós, monda- és mesegyűjtő. Jacob Grimm öccse, felesége Dorothea.

## Élete
Élete nagyobb részét bátyja mellett töltötte. 1814-ben könyvtári titkár lett Kasselben, ahol 1825-ben megnősült. 1829-ben bátyjával Göttingenbe ment és 1837-ben ő is osztozott annak sorsában, azután együtt éltek Kasselben. 1841-ben a berlini akadémia tagjává választotta. Grimm búvárlatainak tárgyát különösen a középkori német költészet képezte. Főműve a Die deutsche Heldensage melynek alapját már az Altdeutsche Wälder című munkáiban vetette meg. Kisebb dolgozatait Gustav Hinrichs adta ki (Berlin, 1881-86, 4 kötet, az első kötetben rövid önéletírás van).

## Művei
- Altdänische heldenlieder, Balladen u. Märchen, fordítás (Heidelberg, 1811)
- Über deutsche Runen (Göttingen, 1821)
- Grave Rudolf (uo. 1828, 2. kiad. 1844)
- Hildebrandslied (uo. 1830)
- Freidank (uo. 1834, 2. kiad. 1860)
- Rosengarten (uo. 1836)
- Rolandslied (uo. 1838)
- Werner vom Niederehein (uo. 1839)
- Goldene Schmiede (Berlin, 1840)
- Athis und Prophilias (uo. 1846)
- Silvester Konrad von Würzburgtól (Göttingen, 1841)
- Exhortatio ad plebem christianam. Glossae Cassellanae (Berlin, 1848)
- Altdeutsche Gespräche (uo. 1851)
- Die deutsche Heldensage (Göttingen, 1829, 2. kiad. Berlin, 1867; 3. kiad. Gütersloh, 1890)
- Zur Geschichte des Reims (Berlin, 1852)
- Über deutsche Runen (Göttingen, 1821)
- Über Freidank (Berlin, 1840)

### Fontosabb magyar szövegkiadások
- Gyermek- és családi mesék; ford., utószó Adamik Lajos és Márton László; Magvető, Budapest, 1989
- Jacob és Wilhelm Grimm összes meséi; ford., utószó Adamik Lajos és Márton László; Merényi, Budapest, 1998
- Német mondák; ford. Adamik Lajos, Márton László; Kalligram, Pozsony, 2009
- Az oroszlán és a béka. Ismeretlen Grimm-mesék; ford. Adamik Lajos, Márton László; Kalligram, Budapest, 2016

## Emlékezete
- Alakja megjelenik Rózsa János Boszorkányszombat című, 1984-ben bemutatott magyar filmvígjátékában, amely egyben a Grimm-fivérek meseuniverzumának egyfajta modern kori továbbgondolása, szeretetteljes karikatúrája is. Személyét a filmben Papp Zoltán alakította.

## Galéria

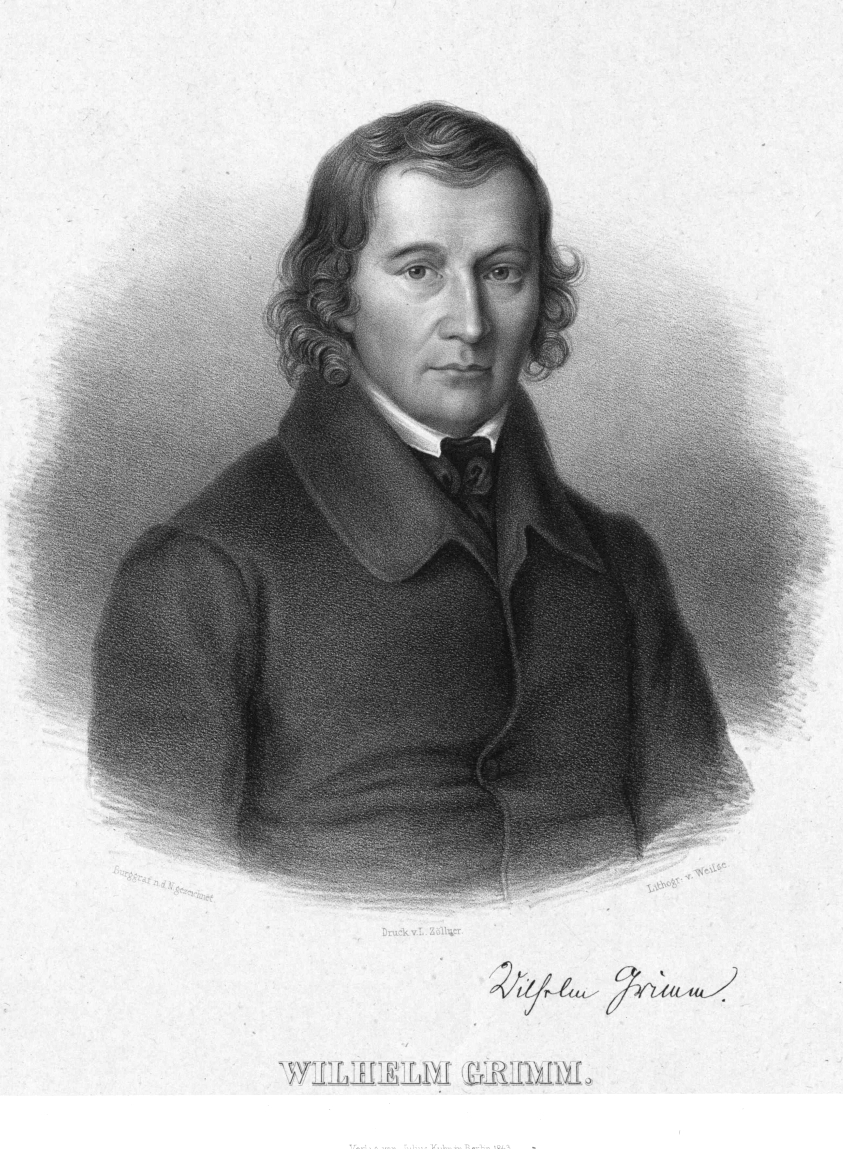
Wilhelm Grimm
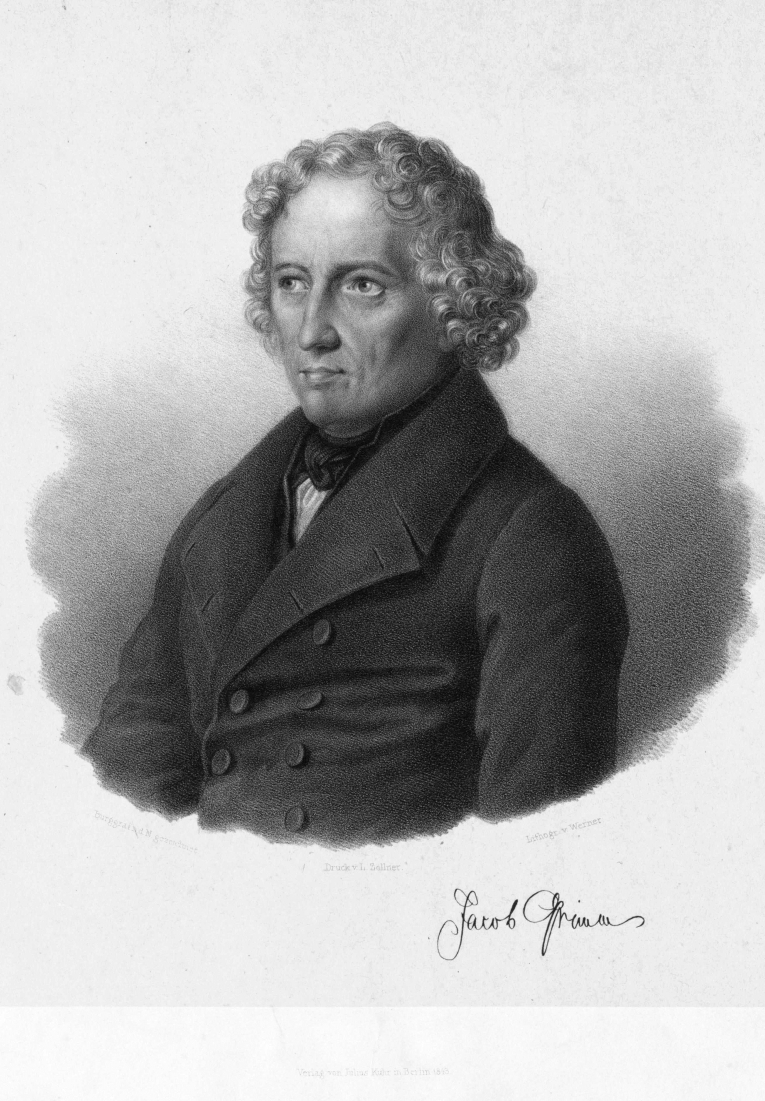
Jacob Grimm
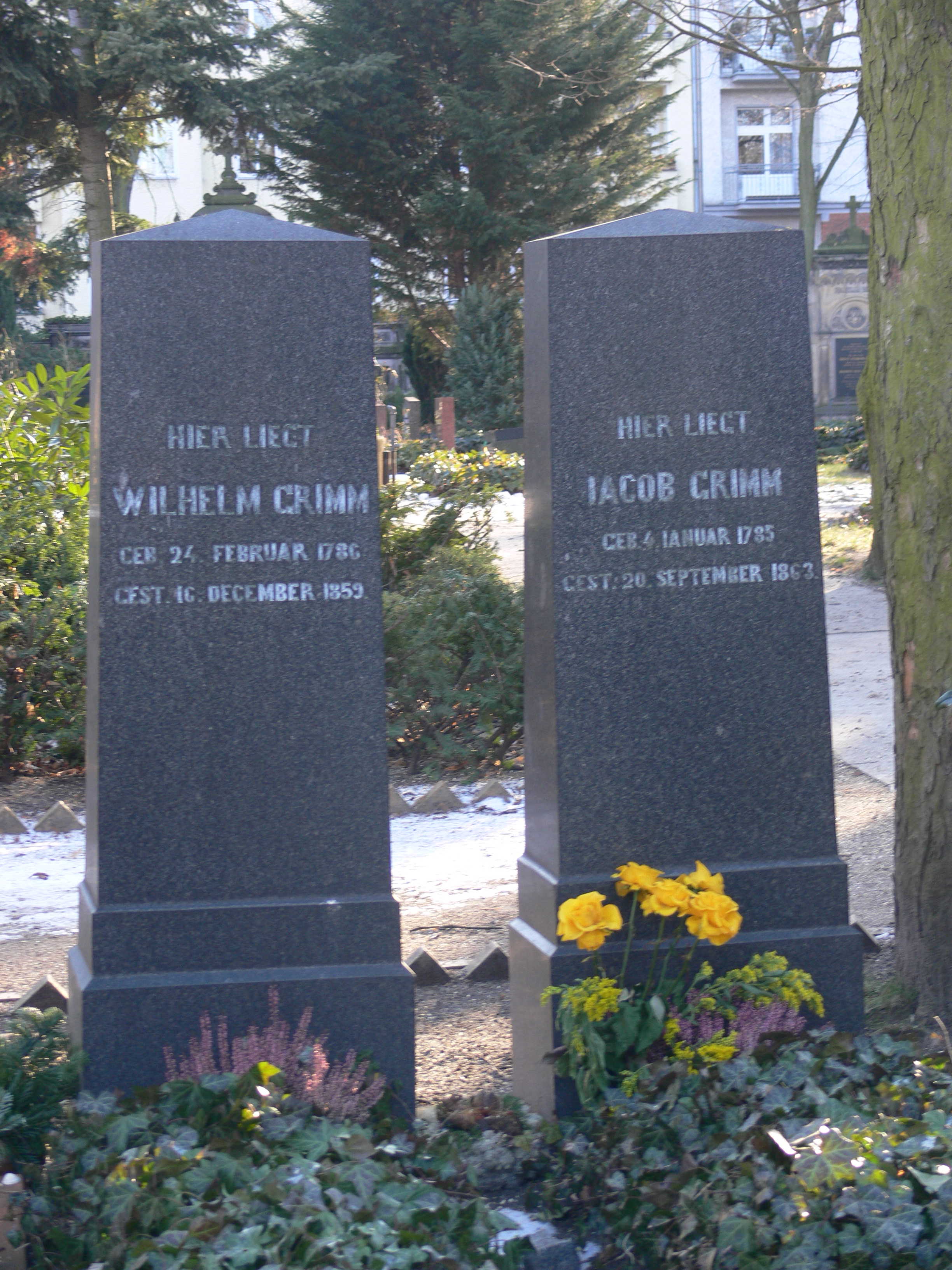
Wilhelm és Jacob Grimm sírja